# Roderick van der Lee
Roderick van der Lee (1978) is een Nederlandse kunstverzamelaar en bestuurder in de culturele sector.

## Loopbaan
Tijdens zijn studie Kunstgeschiedenis begon Van der Lee zijn carrière als assistent van Jan Pieter Glerum, die hij tot diens pensioen terzijde stond. Daarna vertrok hij naar veilinghuis Christie's; eerst in Amsterdam, en vervolgens enkele jaren in Londen. Bij terugkomst in Amsterdam specialiseerde hij zich in fotografie, en trad in dienst bij Foam Fotografiemuseum Amsterdam. Samen met het museum richtte hij de internationale kunstbeurs voor hedendaagse fotografie Unseen op, waar hij vanaf de oprichting in 2011 tot eind 2016 in de directie zat en van 2020 tot heden uitvoerend directeur is. 
Van der Lee zit in verschillende (inter)nationale besturen zoals het Awards Committee van The Royal Photographic Society en de Elliott Erwitt Fellowship. Sinds 2022 is hij voorzitter van de Nederlandse Vereniging voor Kunstbeurzen, en sinds 2024 is hij lid van de Raad van Toezicht van het Nederlands Fotomuseum.
Hij geeft regelmatig lezingen voor culturele instellingen en opleidingsinstituten, zoals The Sotheby's Institute en de London School of Economics.

## Kunstverzameling
Van der Lee is kunstverzamelaar en zijn collectie omvat enkele honderden kunstwerken, daterend uit de 17e tot en met de 21e eeuw. In zijn collectie ligt de nadruk ligt op oude meesters en hedendaagse fotografie uit de Lage Landen

## Persoonlijk
Van der Lee is getrouwd, heeft twee dochters en woont in Amsterdam. Hij is de zoon van culinair publicist en presentatrice Janny van der Heijden.